# Baireni
Baireni (nep. बैरेनी) – gaun wikas samiti w środkowej części Nepalu w strefie Bagmati w dystrykcie Dhading. Według nepalskiego spisu powszechnego z 2001 roku liczył on 2135 gospodarstw domowych i 11821 mieszkańców (5807 kobiet i 6014 mężczyzn).